# F1 2016 (jeu vidéo)
 (juillet 2017).
Si vous disposez d'ouvrages ou d'articles de référence ou si vous connaissez des sites web de qualité traitant du thème abordé ici, merci de compléter l'article en donnant les références utiles à sa vérifiabilité et en les liant à la section « Notes et références ».
F1 2016 est un jeu vidéo de course développé et édité par Codemasters, sorti le 19 août 2016 sur PlayStation 4, Xbox One et Windows, le 10 novembre 2016  sur iOS et Apple TV  puis le 1 décembre 2016 sur Android . F1 2016 propose tout le contenu officiel de la saison en cours, dont le Grand Prix automobile d'Europe 2016 à Bakou et la nouvelle équipe Haas F1 Team. Le mode « Carrière », absent du jeu F1 2015, fait son retour. Il succède à l'édition 2015

## Données du jeu
| Écurie                        | Pilote            | no |
| ----------------------------- | ----------------- | -- |
| Mercedes AMG Petronas F1 Team | Lewis Hamilton    | 44 |
| Mercedes AMG Petronas F1 Team | Nico Rosberg      | 6  |
| Red Bull Racing               | Daniel Ricciardo  | 3  |
| Red Bull Racing               | Max Verstappen    | 33 |
| Scuderia Ferrari              | Sebastian Vettel  | 5  |
| Scuderia Ferrari              | Kimi Räikkönen    | 7  |
| Williams Racing               | Felipe Massa      | 19 |
| Williams Racing               | Valtteri Bottas   | 77 |
| McLaren Honda                 | Jenson Button     | 22 |
| McLaren Honda                 | Fernando Alonso   | 14 |
| Sahara Force India F1 Team    | Nico Hülkenberg   | 27 |
| Sahara Force India F1 Team    | Sergio Pérez      | 11 |
| Scuderia Toro Rosso           | Daniil Kvyat      | 26 |
| Scuderia Toro Rosso           | Carlos Sainz Jr.  | 55 |
| Renault F1 Team               | Kevin Magnussen   | 30 |
| Renault F1 Team               | Jolyon Palmer     | 20 |
| Sauber F1 Team                | Felipe Nasr       | 12 |
| Sauber F1 Team                | Marcus Ericsson   | 9  |
| Manor Racing                  | Pascal Wehrlein   | 94 |
| Manor Racing                  | Rio Haryanto      | 88 |
| Haas F1 Team                  | Romain Grosjean   | 8  |
| Haas F1 Team                  | Esteban Gutiérrez | 21 |

| Manche | Grand Prix                    | Lieu              | Virages | Longueur | Tours |
| ------ | ----------------------------- | ----------------- | ------- | -------- | ----- |
| 1      | Grand Prix d'Australie        | Melbourne         | 16      | 5,3 km   | 58    |
| 2      | Grand Prix de Bahreïn         | Sakhir            | 15      | 5,4 km   | 57    |
| 3      | Grand Prix de Chine           | Shanghai          | 16      | 5,5 km   | 56    |
| 4      | Grand Prix de Russie          | Sotchi            | 18      | 5,9 km   | 53    |
| 5      | Grand Prix d'Espagne          | Barcelone         | 16      | 4,7 km   | 66    |
| 6      | Grand Prix de Monaco          | Monaco            | 19      | 3,3 km   | 78    |
| 7      | Grand Prix du Canada          | Montréal          | 14      | 4,4 km   | 70    |
| 8      | Grand Prix d'Europe           | Bakou             | 20      | 6 km     | 51    |
| 9      | Grand Prix d'Autriche         | Spielberg         | 9       | 4,3 km   | 71    |
| 10     | Grand Prix de Grande-Bretagne | Silverstone       | 18      | 5,9 km   | 52    |
| 11     | Grand Prix de Hongrie         | Budapest          | 14      | 4,4 km   | 70    |
| 12     | Grand Prix d'Allemagne        | Hockenheim        | 13      | 4,6 km   | 67    |
| 13     | Grand Prix de Belgique        | Spa-Francorchamps | 19      | 7 km     | 44    |
| 14     | Grand Prix d'Italie           | Monza             | 11      | 5,8 km   | 53    |
| 15     | Grand Prix de Singapour       | Singapour         | 23      | 5,1 km   | 61    |
| 16     | Grand Prix de Malaisie        | Sepang            | 15      | 5,5 km   | 56    |
| 17     | Grand Prix du Japon           | Suzuka            | 18      | 5,8 km   | 53    |
| 18     | Grand Prix des États-Unis     | Austin            | 20      | 5,5 km   | 56    |
| 19     | Grand Prix du Mexique         | Mexico            | 14      | 4,4 km   | 69    |
| 20     | Grand Prix du Brésil          | São Paulo         | 15      | 4,3 km   | 71    |
| 21     | Grand Prix d'Abou Dabi        | Yas Marina        | 21      | 5,6 km   | 55    |